# Hvorosteane, Novopskov
Hvorosteane (în ucraineană Хворостяне) este un sat în comuna Osînove din raionul Novopskov, regiunea Luhansk, Ucraina.

## Demografie
Componența lingvistică a localității Hvorosteane
     Ucraineană (100%)
Conform recensământului din 2001, toată populația localității Hvorosteane era vorbitoare de ucraineană (100%).